# Philip Pullman
Philip Pullman (født 19. oktober 1946) er en engelsk forfatter fra Norwich, mest kendt for sin børne- og ungdomstrilogi kaldet Det Gyldne Kompas. Han har modtaget flere internationale priser, bl.a. modtog han Carnegie Medal i 1995 og i 2005 modtog han Astrid Lindgren Memorial Award.